# Михайловское кладбище (Киев)
Михайловское кладбище — некрополь в Святошинском районе города Киева.
Возникло в 1890 году как сельское кладбище для захоронения жителей села Михайловская Борщаговка. Закрытое решением Исполкома КГС НД № 192 от 22 февраля 1988 года. Территория занимает 1,6 га. Располагается по адресу: ул. Мира, 36.